# Bataclan
(Le) Bataclan, ursprungligen Ba-Ta-Clan, är en konsert- och evenemangsscen i Paris i Frankrike. Bataclan var ursprungligen ett konsertkafé, senare biograf och därefter teater. Sedan 1983 är den åter en konsertlokal. Dess namn syftar på Ba-ta-clan, en operett av Jacques Offenbach.
Byggnaden ritades av arkitekten Charles Duval och invigdes i början av 1865.

## Historik

### De första åren
Bataclan var ursprungligen ett stort konsertkafé utfört i kinesisk stil, med kafé och teaterscen i bottenplanet och en stor balsal på övervåningen. Där visades vaudeville-föreställningar av folk som Scribe, Bayard, Mélesville och Dumersan, vid sidan av musikkonserter. Det ursprungliga namnet Ba-Ta-Clan togs efter operetten Ba-ta-clan av Jacques Offenbach (1855).

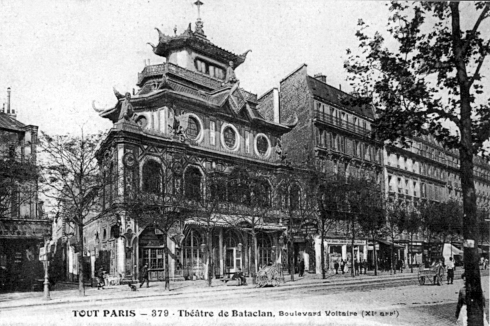
Bataclan runt år 1900, med tak à la kinesisk pagod.

Etablissemanget, som öppnade sina portar 3 februari 1865, köptes strax därefter av André-Martin Pâris. Under fransk-tyska kriget 1870 användes biljardsalongerna som sjukstuga. 1881 uppfann fransmannen Bigot blåsinstrumentet bigofon åt komikern Bienfait, som sjöng "Méli-Mélo" på Bataclan.  Vid Ba-Ta-Clan sattes den första revyn upp 1883, och den första operetten presenterades två år senare. 
Sångaren Paulus köpte etablissemanget 1892. Harry Fragson, Aristide Bruant och Buffalo Bill var därefter några av namnen som syntes på dess scen. 1897 övergick Bataclan i Max Dorfeuils ägo, och där framträdde Dranem och Félix Mayol.

### 1900-talet
Under de kommande årtiondena upplevde lokalen skiftande öden, utifrån dess olika ägare. Efter 1910 inträdde en ny storhetstid, efter en renovering och ett programutbud med revyer av namn som José de Bérys (där Maurice Chevalier nådde tidiga framgångar). Därefter åkte teaterensemblen på Bataclan på olika turnéer i Sydamerika, vilka var dåligt planlagda och ledde till stora ekonomiska förluster.
1926 såldes lokalen ånyo och förvandlades därefter till biograf. Redan året därpå etablerades Bataclan som en teater under ledning av Henri Varna, och 1932 förvandlades den återigen till biograf. 1933 drabbades Bataclan av en brand som bland annat förstörde delar av balkongerna. Den ursprungliga byggnaden revs delvis 1950, i samband med en anpassning till nya säkerhetsregler. 1969 avslutade biografen sin verksamhet.

### Sedan 1983
1983 återföddes Bataclan som konsertlokal, i regi av producenten André Engel. Delar av post-punkscenen hade också vid den tiden Bataclan som en viktig arena.
2006 återfick byggnadens fasad sina ursprungliga färger. Det ursprungliga pagodliknande taket är dock borta sedan länge.
Sedan 2004 leds Bataclan av Jules Frutos och Olivier Poubelle. Den utmärker sig numera av en vid blandning av aktiviteter, inklusive olika scenföreställningar, teaterkafé, diskotek och – inte minst – konserter. 

### Terroristattack
13 november 2015 drabbades Bataclan av en terroristattack. Flera beväpnade personer trängde in i lokalen och sköt med automatvapen ett stort antal personer. Efter ett gisslantagande och påföljande belägring av franska polisstyrkor stormades lokalen, varvid även flera terrorister dödades.

## Betydelse
Bataclan är på grund av sitt historiska värde sedan 1991 en kulturmärkt byggnad (monument historique).